# Árni Magnússon

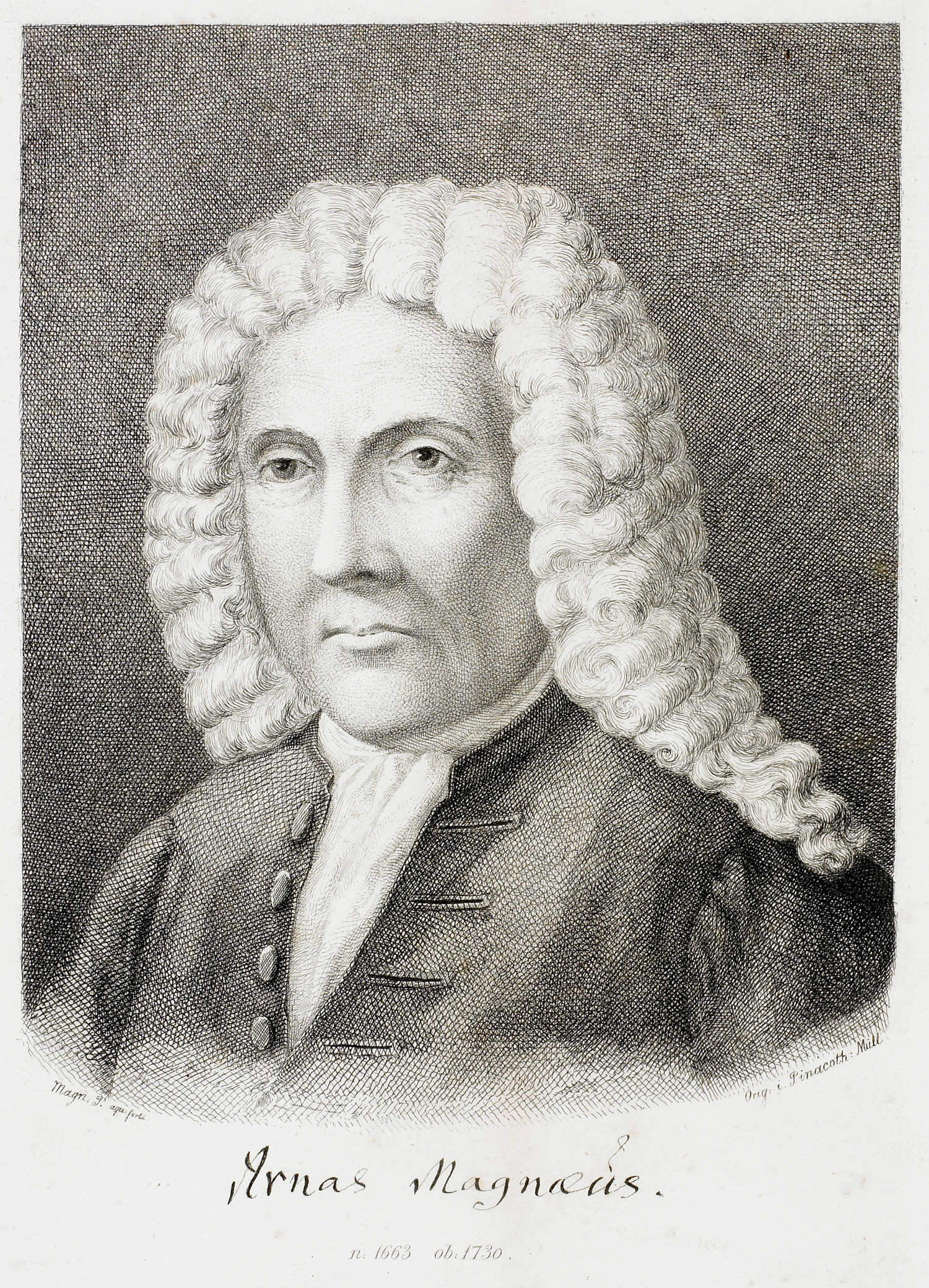
Árni Magnússon.

Árni Magnússon (13 de novembro de 1663 - 7 de janeiro de 1730) foi um estudioso islandês e colecionador de manuscritos medievais sobretudo islandeses, mas também dinamarqueses e noruegueses.

O seu nome foi atribuído ao Instituto Árni Magnússon em Reiquiavique, capital da Islândia e à Coleção Arne Magnusson em Copenhaga, capital da Dinamarca.

## Biografia
Árni Magnússon nasceu em 1663 na Islândia. Era filho de Magnús Jónsson, pároco de Kvennabrekka no distrito de Dalir, e de Guðrún Ketilsdóttir, filha do arcediago Ketill Jörundarson e da sua mulher Guðlaug Pálsdóttir, de Hvammur, também em Dalir. Árni foi educado pelos seus avós maternos, recebendo a primeira instrução do seu avô até à morte deste em 1670, sendo substituído então pelo seu tio paterno Páll Pálsson.

De 1680 a 1683, frequenta a escola de Skálholt. Após sair da escola, partiu para Copenhaga acompanhando o seu pai, então cura e promotor de justiça de Dalasýsla e que fora mandado para Copenhaga como parte de um grupo de pressão a favor dos interesses comerciais da Islândia. Em Copenhaga, frequentou a Universidade de Copenhaga e formou-se em teologia em 1685.

Ainda durante a Universidade, em 1684, começa a trabalhar com Thomas Bartholin júnior, professor e Real curador de antiguidades, transcrevendo manuscritos antigos e traduzindo de islandês para latim. Magnússon ajudou Bartholin a preparar várias livros entre os quais Antiquitatum Danicarum de causis contemptæ a Danis adhuc gentilibus mortis, um manuscrito de 700 páginas composto de várias sagas islandesas, Edda poética e poesia cortesana.
Entre 1702 e 1712, esteve destacado pela coroa dinamarquesa na Islândia para fazer um registo das propriedades rurais e um censo da população. Árni Magnússon aproveitou a oportunidade para recolher velhos manuscritos e fragmentos de livros, acabando por ser detentor da maior coleção de manuscritos islandeses.

No grande incêndio de Copenhague de 1728, desapareceu para sempre uma parte desse espólio, mas os documentos salvos continuaram a constituir a maior coleção de manuscritos islandeses.
Árni Magnússon faleceu em 1730 em Copenhaga, tendo testamentado a sua coleção de manuscritos à Universidade de Copenhaga, assim como meios económicos, para que o trabalho começado por ele pudesse ser continuado. Em 1760 viu a luz do dia a Fundação Arne Magnusson (dinamarquês: Arnamagnæanske Stiftelse), uma instituição independente ligada à universidade, mais tarde chamada Instituto Arne Magnusson (dinamarquês: Det Arnamagnæanske institut), e hoje denominada Coleção Arne Magnusson (dinamarquês: Den Arnamagnæanske Samling).

Depois de uma disputa conflituosa entre a Dinamarca e a Islândia sobre a posse destes 3 000 manuscritos, o acervo foi repartido entre os dois países, tendo 1 400 documentos dinamarqueses ficado na Coleção Arne Magnusson em Copenhaga e 1 600 documentos islandeses sido transferidos para o Instituto Árni Magnússon em Reiquiavique.